# Together! -タンポポ・プッチ・ミニ・ゆうこ-
『Together! -タンポポ・プッチ・ミニ・ゆうこ-』は、2001年4月18日に発売されたコンピレーション・アルバムである。

## 概要
- タンポポ、プッチモニ、ミニモニ。、中澤ゆうこの各作品の中から3〜4曲ずつ集めたコンピレーションアルバムである。

## 収録曲
全作詞・作曲：つんく
1. ミニモニ。ジャンケンぴょん! / ミニモニ。
2. 恋をしちゃいました! / タンポポ
3. BABY! 恋にKNOCK OUT! / プッチモニ
4. 悔し涙 ぽろり / 中澤ゆうこ
5. 乙女 パスタに感動 / タンポポ
6. 青春時代1.2.3! / プッチモニ
7. 春夏秋冬だいすっき! / ミニモニ。
8. バイセコー大成功 / プッチモニ
9. 上海の風 / 中澤ゆうこ
10. ちょこっとLOVE (2001Version) / プッチモニ
  - 新録
11. たんぽぽ (2001Version) / タンポポ
  - 新録
12. 赤い日記帳 (by中澤Version) / 中澤ゆうこ   
  - 新録。あか組4の楽曲の中澤裕子バージョンである。
13. ミニモニ。ダンシン! / ミニモニ。
  - 編曲：たいせー（新曲）
14. ミニモニ。の歌 / ミニモニ。
  - 編曲：小西貴雄＆つんく（新曲）